# Égide (satélite)
Égide, oficialmente (93) Minerva I Égide, é o satélite natural exterior e maior do asteroide 93 Minerva que está localizado no cinturão principal de asteroides.

## Descoberta
Égide foi descoberta no dia 16 de agosto de 2009 através do Observatório W. M. Keck, por F. Marchis, B. Macomber, J. Berthier, F. Vachier e J. P. Emery. O mesmo recebeu a designação provisória de S/2009 (93) 1.

## Características físicas
Este corpo celeste tem um diâmetro com cerca de 4 km e orbita Minerva a 630 quilômetros de distância.